# Jaroslav Tuček
Jaroslav Tuček, bekannt auch unter seinem Pseudonym Jaroslav Šourek, (* 24. August 1882 in Sněžná; † unbekannt) war ein böhmisch-tschechoslowakischer Fechter.

## Erfolge
Jaroslav Tuček nahm an den Olympischen Spielen 1908 in London und 1920 in Antwerpen unter dem Pseudonym Jaroslav Šourek teil. Mit dem Degen und dem Säbel schied er 1908 jeweils in der Vorrunde der Einzelkonkurrenz aus. Mit der böhmischen Säbel-Equipe belegte er dagegen den dritten Platz und gewann gemeinsam mit Vilém Goppold von Lobsdorf, Otakar Lada, Vlastimil Lada-Sázavský und Bedřich Schejbal die Bronzemedaille. 1920 scheiterte er im Einzel der Säbelkonkurrenz erneut in der Vorrunde.

## Veröffentlichungen
- Jaroslav Tuček: Pražští šermíři a mistři šermu. Otto Girgal, Praha 1927 (Digitalisat)